# Meigneux (Somme)
Meigneux és un municipi francès situat al departament del Somme i a la regió dels Alts de França. L'any 2007 tenia 157 habitants.

## Demografia

### Població

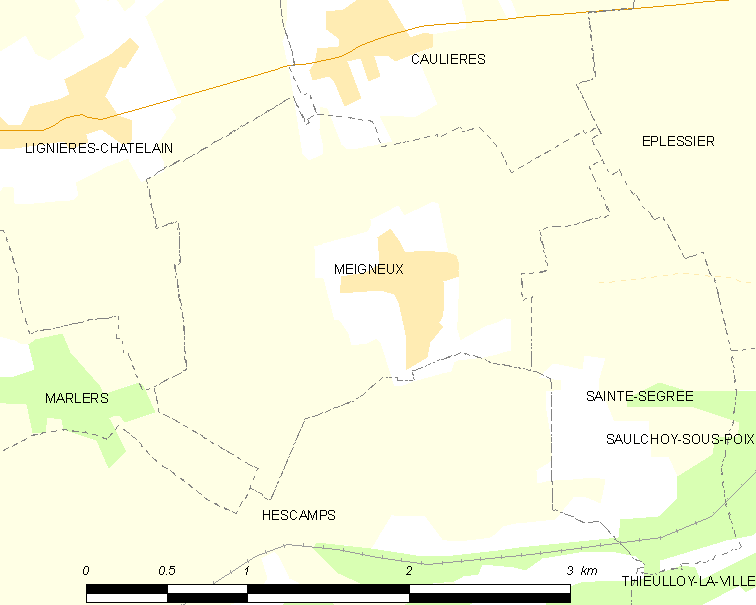

El 2007 la població de fet de Meigneux era de 157 persones. Hi havia 68 famílies de les quals 24 eren unipersonals (8 homes vivint sols i 16 dones vivint soles), 20 parelles sense fills, 20 parelles amb fills i 4 famílies monoparentals amb fills.
La població ha evolucionat segons el següent gràfic:
Habitants censats

### Habitatges

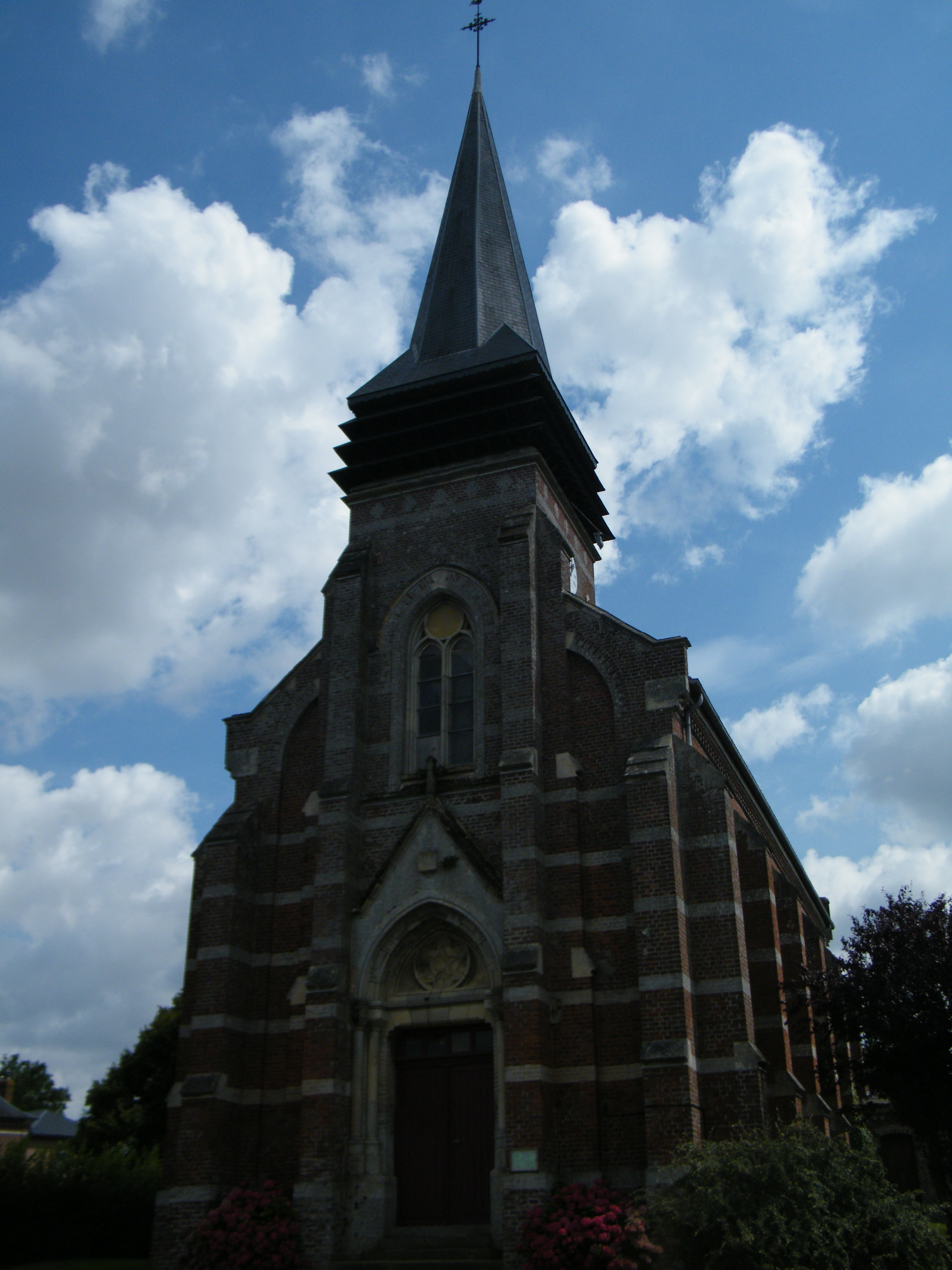

El 2007 hi havia 82 habitatges, 67 eren l'habitatge principal de la família, 5 eren segones residències i 10 estaven desocupats. Tots els 80 habitatges eren cases. Dels 67 habitatges principals, 59 estaven ocupats pels seus propietaris, 6 estaven llogats i ocupats pels llogaters i 2 estaven cedits a títol gratuït; 2 tenien una cambra, 2 en tenien dues, 10 en tenien tres, 21 en tenien quatre i 32 en tenien cinc o més. 46 habitatges disposaven pel capbaix d'una plaça de pàrquing. A 28 habitatges hi havia un automòbil i a 32 n'hi havia dos o més.

### Piràmide de població

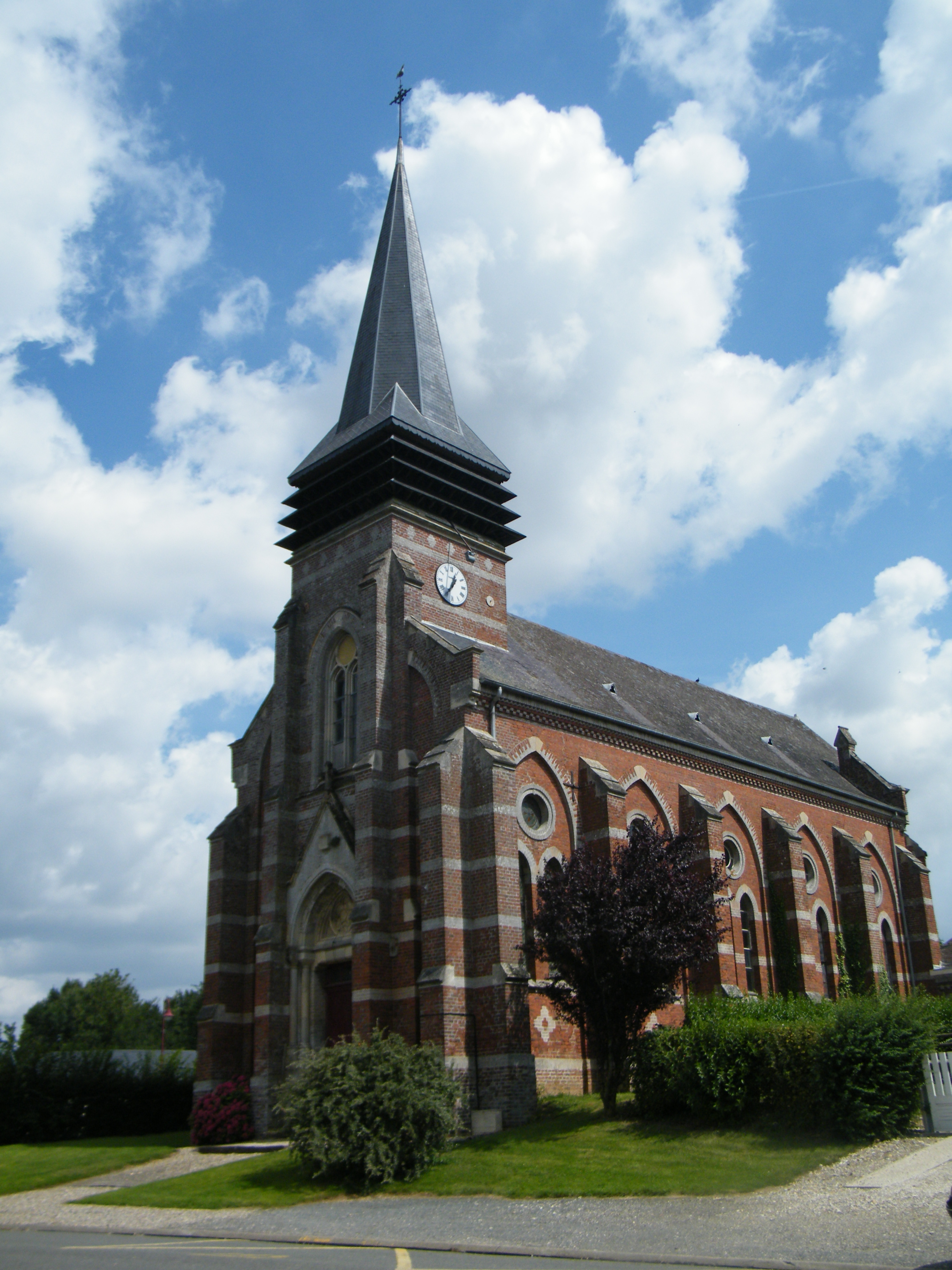

La piràmide de població per edats i sexe el 2009 era:
| Homes | Edats   | Dones |
| ----- | ------- | ----- |
| 0     | 95 o +  | 0     |
| 4     | 90 a 94 | 0     |
| 4     | 85 a 89 | 0     |
| 4     | 80 a 84 | 8     |
| 0     | 75 a 79 | 8     |
| 4     | 70 a 74 | 4     |
| 0     | 65 a 69 | 4     |
| 0     | 60 a 64 | 0     |
| 4     | 55 a 59 | 12    |
| 8     | 50 a 54 | 4     |
| 0     | 45 a 49 | 4     |
| 12    | 40 a 44 | 8     |
| 4     | 35 a 39 | 8     |
| 4     | 30 a 34 | 4     |
| 4     | 25 a 29 | 4     |
| 0     | 20 a 24 | 0     |
| 12    | 15 a 19 | 8     |
| 0     | 10 a 14 | 4     |
| 4     | 5 a 9   | 4     |
| 0     | 0 a 4   | 0     |

## Economia

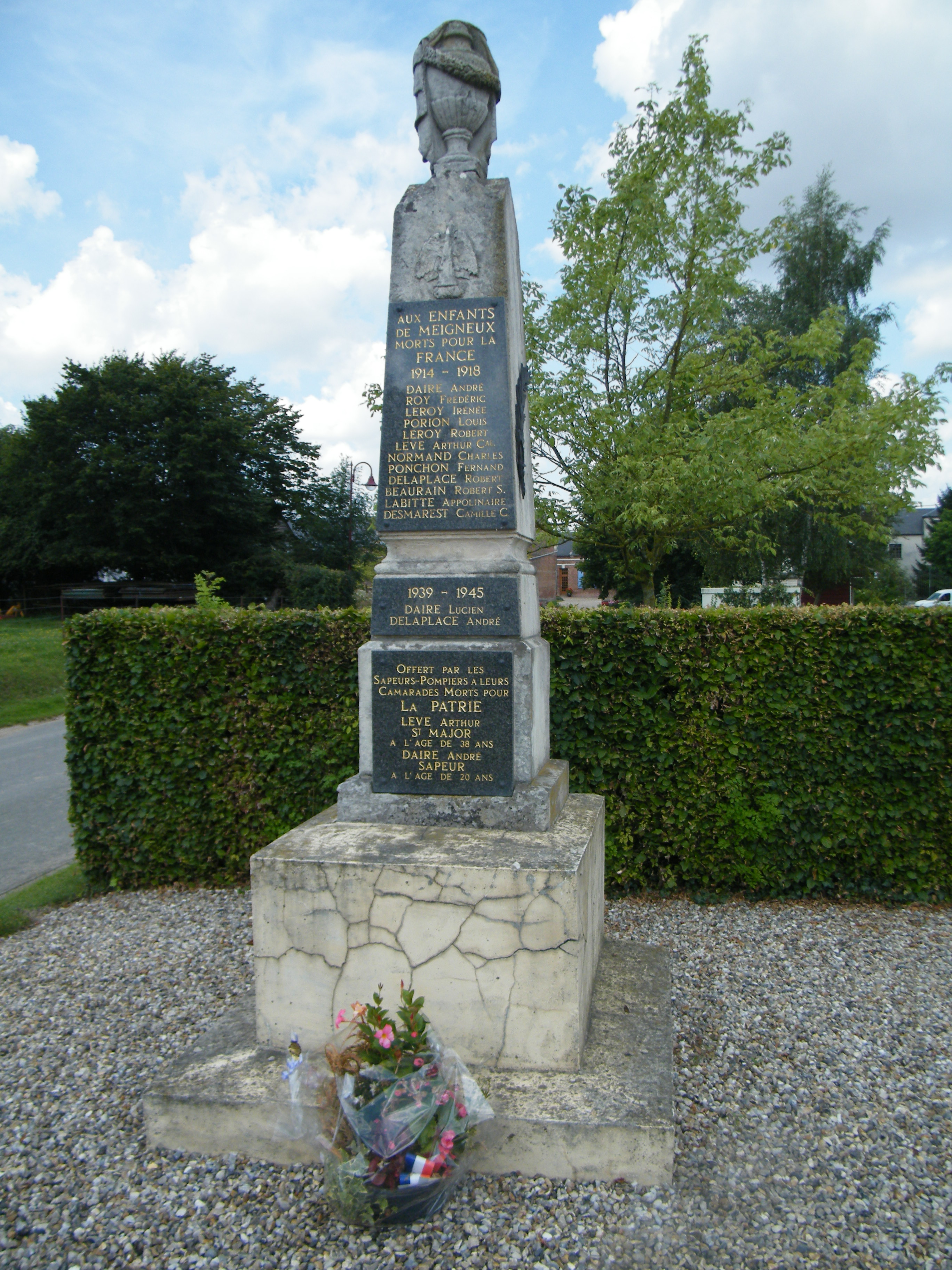

El 2007 la població en edat de treballar era de 103 persones, 71 eren actives i 32 eren inactives. De les 71 persones actives 63 estaven ocupades (35 homes i 28 dones) i 8 estaven aturades (4 homes i 4 dones). De les 32 persones inactives 12 estaven jubilades, 9 estaven estudiant i 11 estaven classificades com a «altres inactius».

### Ingressos
El 2009 a Meigneux hi havia 69 unitats fiscals que integraven 166 persones, la mediana anual d'ingressos fiscals per persona era de 16.641 €.

### Activitats econòmiques
L'any 2000 a Meigneux hi havia 6 explotacions agrícoles.

## Poblacions més properes
El següent diagrama mostra les poblacions més properes.